# Rajd Włoch 1989
Rajd San Remo 1989 - Rajd Włoch (31. Rallye Sanremo - Rallye d'Italia) – 31 Rajd San Remo rozgrywany we Włoszech w dniach 8-12 października. Była to jedenasta runda Rajdowych Mistrzostw Świata w roku  1989. Rajd został rozegrany na nawierzchni asfaltowej. Bazą rajdu było miasto San Remo.

## Zwycięzcy odcinków specjalnych[1]
| Etap | Data            | OS | Godzina | Nazwa            | Długość  | Zwycięzca                    | Czas  | Śred. pręd  | Lider rajdu    |
| ---- | --------------- | -- | ------- | ---------------- | -------- | ---------------------------- | ----- | ----------- | -------------- |
| 1    | 8 października  | 1  | 12:33   | SS Ospedaletti   | 1,38 km  | Juha Kankkunen Didier Auriol | 1:37  | 51,22 km/h  | Juha Kankkunen |
|      |                 |    |         |                  |          |                              |       |             | Juha Kankkunen |
| 2    | 9 października  | 2  | 6:33    | Perinaldo 1      | 12,91 km | Dario Cerrato                | 8:37  | 89,90 km/h  | Didier Auriol  |
| 2    | 9 października  | 3  | 7:16    | Langan           | 19,55 km | Dario Cerrato                | 13:44 | 85,41 km/h  | Didier Auriol  |
| 2    | 9 października  | 4  | 8:05    | Colla d'Oggia    | 15,65 km | Dario Cerrato                | 10:53 | 86,28 km/h  | Didier Auriol  |
| 2    | 9 października  | 5  | 8:46    | Passo Ginestro   | 12,69 km | Didier Auriol                | 8:20  | 91,37 km/h  | Didier Auriol  |
| 2    | 9 października  | 6  | 14:15   | Ghizzano         | 7,84 km  | Carlos Sainz                 | 4:24  | 85,70 km/h  | Miki Biasion   |
| 2    | 9 października  | 7  | 14:59   | Ulignano         | 16,27 km | Alex Fiorio                  | 10:56 | 89,29 km/h  | Alex Fiorio    |
| 2    | 9 października  | 8  | 16:32   | Greve            | 6,27 km  | Carlos Sainz                 | 4:45  | 78,82 km/h  | Alex Fiorio    |
| 2    | 9 października  | 9  | 18:05   | Pratomagno       | 12,23 km | Miki Biasion                 | 7:10  | 102,39 km/h | Alex Fiorio    |
| 2    | 9 października  | 10 | 19:14   | Civitella        | 14,22 km | Carlos Sainz                 | 9:30  | 89,81 km/h  | Alex Fiorio    |
|      |                 |    |         |                  |          |                              |       |             | Alex Fiorio    |
| 3    | 10 października | 11 | 6:48    | Alpe di Poti     | 15,38 km | Miki Biasion Carlos Sainz    | 15:02 | 73,36 km/h  | Alex Fiorio    |
| 3    | 10 października | 12 | 7:44    | Viamaggio        | 8,20 km  | Miki Biasion                 | 6:58  | 70,62 km/h  | Alex Fiorio    |
| 3    | 10 października | 13 | 8:13    | Montelabreve 1   | 12,13 km | Miki Biasion                 | 8:27  | 86,13 km/h  | Alex Fiorio    |
| 3    | 10 października | 14 | 8:43    | Sestino 1        | 31,31 km | Alex Fiorio                  | 25:26 | 73,86 km/h  | Alex Fiorio    |
| 3    | 10 października | 15 | 9:59    | Guinza 1         | 29,37 km | Carlos Sainz                 | 23:48 | 74,04 km/h  | Alex Fiorio    |
| 3    | 10 października | 16 | 10:50   | Ripa dell'Alto 1 | 22,27 km | Carlos Sainz                 | 17:35 | 75,99 km/h  | Alex Fiorio    |
| 3    | 10 października | 17 | 12:28   | Bosco Cesane     | 16,80 km | Carlos Sainz                 | 11:56 | 84,47 km/h  | Alex Fiorio    |
| 3    | 10 października | 18 | 13:03   | Pietra Lata      | 11,53 km | Juha Kankkunen               | 9:29  | 72,95 km/h  | Alex Fiorio    |
| 3    | 10 października | 19 | 13:30   | San Giovanni     | 8,27 km  | Miki Biasion                 | 6:27  | 80,19 km/h  | Alex Fiorio    |
| 3    | 10 października | 20 | 14:42   | Montelabreve 2   | 12,13 km | Miki Biasion                 | 8:23  | 86,82 km/h  | Alex Fiorio    |
| 3    | 10 października | 21 | 15:12   | Sestino 2        | 31,31 km | Carlos Sainz                 | 24:49 | 75,70 km/h  | Carlos Sainz   |
| 3    | 10 października | 22 | 16:23   | Guinza 2         | 29,37 km | Carlos Sainz                 | 23:20 | 105,05 km/h | Carlos Sainz   |
| 3    | 10 października | 23 | 17:14   | Ripa dell'Alto 2 | 22,27 km | Carlos Sainz                 | 17:31 | 76,28 km/h  | Carlos Sainz   |
| 3    | 10 października | 24 | 18:25   | Parnacciano      | 18,43 km | Miki Biasion                 | 14:05 | 78,52 km/h  | Carlos Sainz   |
|      |                 |    |         |                  |          |                              |       |             | Carlos Sainz   |
| 4    | 11 października | 25 | 12:53   | SS Genoa         | 1,35 km  | Miki Biasion                 | 1:26  | 56,51 km/h  | Carlos Sainz   |
|      |                 |    |         |                  |          |                              |       |             | Carlos Sainz   |
| 5    | 12 października | 26 | 0:33    | Perinaldo 2      | 12,91 km | Miki Biasion                 | 8:43  | 88,86 km/h  | Carlos Sainz   |
| 5    | 12 października | 27 | 1:06    | Baiardo 1        | 10,81 km | Miki Biasion                 | 7:44  | 83,87 km/h  | Carlos Sainz   |
| 5    | 12 października | 28 | 1:27    | Monte Ceppo      | 15,06 km | Miki Biasion                 | 12:49 | 70,50 km/h  | Carlos Sainz   |
| 5    | 12 października | 29 | 2:17    | Carpasio         | 21,70 km | Miki Biasion                 | 15:09 | 85,94 km/h  | Carlos Sainz   |
| 5    | 12 października | 30 | 4:20    | San Bernardo     | 25,27 km | Miki Biasion                 | 18:09 | 83,54 km/h  | Carlos Sainz   |
| 5    | 12 października | 31 | 6:03    | Ponte dei Passi  | 15,23 km | Miki Biasion                 | 10:53 | 83,96 km/h  | Miki Biasion   |
| 5    | 12 października | 32 | 6:51    | Vignal           | 29,90 km | Alex Fiorio                  | 21:30 | 81,74 km/h  | Miki Biasion   |
| 5    | 12 października | 33 | 8:04    | Baiardo 2        | 10,81 km | Miki Biasion                 | 7:37  | 85,16 km/h  | Miki Biasion   |
| 5    | 12 października | 34 | 8:22    | Monte Bignone    | 10,67 km | Alex Fiorio                  | 7:05  | 90,38 km/h  | Miki Biasion   |

| Zwycięzcy OS-ów | Zwycięzcy OS-ów |
| Kierowca        | Ilość           |
| --------------- | --------------- |
| Miki Biasion    | 15              |
| Carlos Sainz    | 10              |
| Alex Fiorio     | 4               |
| Dario Cerrato   | 3               |
| Didier Auriol   | 2               |
| Juha Kankkunen  | 2               |

## Wyniki końcowe rajdu[2]
| Msc. | Kierowca           | Pilot                   | Samochód                   | Czas    | Strata | Grupa | Punkty |
| ---- | ------------------ | ----------------------- | -------------------------- | ------- | ------ | ----- | ------ |
| 1    | Miki Biasion       | Tiziano Siviero         | Lancia Delta Integrale 16V | 6:48.30 | 0.0    | A8    | 20     |
| 2.   | Alex Fiorio        | Luigi Pirollo           | Lancia Delta Integrale 16V | 6:48.35 | +0.05  | A8    | 15     |
| 3.   | Carlos Sainz       | Luis Moya               | Toyota Celica GT-Four      | 6:48.55 | +0.25  | A8    | 12     |
| 4.   | Dario Cerrato      | Giuseppe Cerri          | Lancia Delta Integrale 16V | 6:54.31 | +6.01  | A8    | 10     |
| 5.   | Juha Kankkunen     | Juha Piironen           | Toyota Celica GT-Four      | 6:57.40 | +9.10  | A8    | 8      |
| 6.   | Patrick Snijers    | Dany Colebunders        | Toyota Celica GT-Four      | 7:10.15 | +21.45 | A8    | 6      |
| 7.   | Marc Duez          | Alain Lopès             | BMW M3                     | 7:14.07 | +25.37 | A8    | 4      |
| 8.   | Paolo Alessandrini | Alessandro Alessandrini | Lancia Delta Integrale 16V | 7:17.58 | +29.28 | N4    | 3      |
| 9.   | Alain Oreille      | Gilles Thimonier        | Renault 5 GT Turbo         | 7:33.32 | +45.02 | N4    | 2      |
| 10.  | Grégoire De Mévius | Willy Lux               | Mazda 323 4WD              | 7:34.16 | +45.46 | N4    | 1      |

## Klasyfikacja po 11 rundach
Tabele przedstawiają tylko pięć pierwszych miejsc.

### Kierowcy
| Lp. | Kierowca        | Pkt |
| --- | --------------- | --- |
| 1   | Miki Biasion    | 106 |
| 2   | Alex Fiorio     | 65  |
| 3   | Mikael Ericsson | 50  |
| 4   | Didier Auriol   | 50  |
| 5   | Juha Kankkunen  | 48  |

### Producenci
| Lp. | Producent | Pkt |
| --- | --------- | --- |
| 1   | Lancia    | 140 |
| 2   | Toyota    | 84  |
| 3   | Mazda     | 59  |
| 4   | Audi      | 43  |
| 5   | Renault   | 40  |